# Jessie Cave
Jessica Alice Cave Lloyd (Londres, Reino Unido, 5 de mayo de 1987), conocida artísticamente como Jessie Cave, es una actriz británica. Es conocida por interpretar a Lavender Brown en las últimas tres películas de la serie cinematográfica Harry Potter, destacando su papel en Harry Potter y el misterio del príncipe, estrenada en julio de 2009.

## Biografía
Su padre es médico general y ella es la mayor de cuatro hermanos.
Ganó un lugar en la Universidad de Mánchester (Manchester University), pero, en cambio, decidió perseguir la actuación. Al principio tuvo la intención de estudiar dirección en la Real Academia de Arte Dramático (Royal Academy of Dramatic Arts). Reveló en 2018 haber sido violada por su instructor de tenis a los 14 años.
El 13 de noviembre de 2007, se anunció que le habían otorgado el papel de Lavender Brown en la sexta entrega de la serie cinematográfica de Harry Potter, Harry Potter y el misterio del príncipe. Fue elegida para el papel de Lavender Brown entre más de 7000 candidatas. Participaría también en las dos siguientes entregas, que serían las últimas de la saga, aunque su papel en sendos filmes sería testimonial.
Otros créditos de calidad conocidos incluyen el papel de Stella en el drama de CBBC Summerhill, y en Corazón de tinta, película de 2008, donde interpretó a una ninfa. También ha estado en la producción de Aladdín como una Princesa e interpretó a Sarah en Isobel el oso bailarín. Ella también apareció en un comercial de Nokia 5700 Xpress Music TV. En 2014 interpretó a Annie Maddocks en el drama adolescente británico Glue.

### Vida personal
Mantiene una relación con el comediante Alfie Brown, hijo del compositor Steve Brown y la impresionista Jan Ravens. La pareja tiene cuatro hijos: tres varones, Donnie (nacido en octubre de 2014) y Abraham (nacido en octubre de 2020) y Becker (nacido en marzo de 2022); y una hija llamada Margot (nacida en julio de 2016). Su relación inspiró su comedia de 2015, "I Loved Her", que participó en el Edinburgh Festival Fringe y su programa Sunrise (2018). Sunrise recibió buenas críticas. En 2018, la pareja participó en el programa de Comedy Central, Roast Battle.
Su hermano, Ben Cave, murió en un accidente en 2019.
El pasado 24 de junio de 2021 publicó su libro Sunset, una historia muy personal para ella.